# Бефем фестивал
Бефем је феминистички фестивал настао 2009. године у Београду под окриљем Бефем феминистичког културног центра.

## О фестивалу
Програм фестивала је усмерен на дискусије о феминизму и људским правима. Садржај програма обогаћују активисткиње женског покрета из целе Европе с намером отварања битних питања која утичу на живот жена и развој друштва заснованог на принципима родне равноправности. Циљ фестивала је промоција идеја и политика феминизма, али и укључивање младих жена у борбу за људска права. Настао је услед континуитета феминистичког деловања на просторима Србије уз отварање нових поља кроз дијалог и иницијативе феминисткиња са различитом историјом.

## Досадашња издања Фестивала

### Бефем фестивал 2009 - Политика, култура, акција
На првом Бефем фестивалу одржаном 2009. године говорило се о сврси феминизма у Србији, искуствима о борби родне равноправности из Шведске и рушењу норми о родним улогама и секусалности.

### Бефем фестивал 2010 - Додајмо забаву феминизму
Други по реду Бефем фестивал се одржао 11. и 12. децембра 2010. године у Културном центру Рекс. Фокус програма је био на преиспитивању и промишљању различитих феминстичких стратегија у процесу и борби за еманципацију жена, али и изградњи политичког модела друштвене солидарности са другима изложеним дискриминацији. Бефем фестивал 2010 је организован захваљујући сарадњи и размени знања активисткиња, теоретичарки и уметница из Шведске, Србије и региона.

### Бефем фестивал 2011 - Култура и акција
Бефем фестивал 2011 је одржан 03. и 04. децембра 2011. године у Културном центру Град. Кроз дискусионе форуме, радионице, филмске, књижевне, ликовне и позоришне перформансе се дискутовало о томе да ли и на који начин различите феминистичке интервецније у јавном простору и заједници стварају пукотине у постојећем систему.

### Бефем фестивал 2012 - Притисни дугме
Бефем фестивал 2012 се одржао 01. и 02. децембра 2012. године у Културном центру Град. Програм је био усмерен на питање односа моћи, оних који производе и стварају отпор доминантним, хегемонским и патријархалним структурама.

### Бефем фестивал 2013 - Феминистичко место
Одржан је 07. и 08. децембра 2013. године и обухватао је дискусије о медијској производњи и репрезентацији рода, стратегијама против расизма и разлитим облицима нормативности квир активности.

### Бефем фестивал 2014 - Није Бефем једна жена
Одржан је 06. и 07. децембра 2014. године у Културном центру Град и обухватао је дискусије о стратегијама и техникама отпора патријархату, национализму, фашизму, хомофобији и трансфобији, ретрадиционализације и конзверватизма.

### Бефем фестивал 2015 - Кроз таласе феминизма
Одржан је 05. и 06. децембра 2015. године у Културном центру Град и са фокусом на дискусије о патријархату, експлоатацији рада и тела, избегличкој кризи, дискриминацији у свету рада, сурогат мајчинству и деловању феминистичких политичких партија.

### Бефем фестивал 2016 - Бефем вежба - Вежбај свој феминизам
Бефем фестивал 2016. године под називом BeFem Workout одржан је 03. децембра 2016. године у Културном центру Град. Учесници су дискутовали о проблемима кршења људских права и јачању екстремистичких покрета не европском тлу кроз развијање алтернативних стратегија отпора.

### Бефем фестивал 2017 - Бефем летње феминистичке игре
Бефем фестивал 2017. године под називом Бефем летње феминистичке игре одржан је 18. јуна 2017. године у Културном центру Град уз подршку фондације Global Fund for Women, Реконструкција Женски Фонд, Амбасаде Сједињених Америчких Држава у Београду i WACC. Фокус је био на повезивању различитих феминистичких пракси, али и различитих идентитета попут расе, класе и сексуалности.

### Бефем фестивал 2018 - Боркиња за феминизам
Одржан је 01. и 02. децембра 2018. године у Културном центру Град са фокусом на дискусију са бранитељкама људских права постјугословенског региона, као и на растући тренд сексуалног узнемиравања и насиља, регресију законског оквира социјалне заштите и на удар сексизма и родног насиља кроз историју, политику, уметност и популарну културу.

### Бефем фестивал 2019 - Сваки пут као да је први
У знаку прославе десетогодишњице фестивала, Бифем фестивал 2019 је одржан је 07. и 08. децембра 2019. године у Културном центру Град. Поред сумирања остварених резултата, дискутовало се о солидарности и феминистичкој политици, борби жена за очување животне средине, правима Ромкиња, социјалној заштити жена, положају жена на трижишту рада.